# ビールスープ
ビールスープ（英語: Beer soup）とは、通常ルーをベースに、ビールを使って作られるスープのことである。中世ヨーロッパでは朝食用のスープとして提供され、パンにかけられることもあった。
ジャガイモのでんぷん質を増粘剤として使うものもある。またソルブ族は、ビールスープにクリームとレーズンを加え、甘くして食す。